# August Güttinger
August Güttinger, né le 10 juillet 1892 et mort en novembre 1970, est un gymnaste suisse.

## Palmarès

### Jeux olympiques
- Paris 1924
  -  médaille d'or aux barres parallèles
  -  médaille de bronze à la montée de corde
  -  médaille de bronze par équipes

- Amsterdam 1928
  -  médaille d'or par équipes